# ATC kód B01
ATC kód B01 Antikoagulancia, antitrombotika  je hlavní terapeutická skupina anatomické skupiny B. Krev a krvetvorné orgány.

## B01A Antikoagulancia, antitrombotika

### B01AB Hepariny
B01AB04 Dalteparin
B01AB05 Enoxaparin
B01AB06 Nadroparin
B01AB08 Reviparin
B01AB11 Sulodexid
B01AB12 Bemiparin

### B01AC Antiagregancia kromě heparinu
B01AC04 Klopidogrel
B01AC05 Ticlopidin
B01AC06 Kyselina acetylsalicylová
B01AC09 Epoprostenol
B01AC10 Indobufen
B01AC11 Iloprost
B01AC13 Abciximab
B01AC16 Ebtifibatid
B01AC21 Treprostinil
B01AC30 Kombinace dipyridamol a kyselina acetylosalicylová

### B01AD Antiagregancia kromě heparinu, kombinace
B01AD01 Streptokináza
B01AD02 Altepláza
B01AD04 Urokináza
B01AD10 Drotrecogin alfa aktivovaný
B01AD11 Tenektepláza
B01AD12 Protein C

### B01AE Přímé inhibitory trombinu
B01AE06 Bivalirudin

### A01AX Jiná antikoagulancia, antitrombotika
B01AX05 Fondaparinux

## Poznámka
- Registrované léčivé přípravky na území České republiky.
- Informační zdroj: Státní ústav pro kontrolu léčiv, Všeobecná zdravotní pojišťovna.